# Leptographium alethinum
Leptographium alethinum är en svampart som beskrevs av K. Jacobs, M.J. Wingf. & Uzunovic 2001. Leptographium alethinum ingår i släktet Leptographium och familjen Ophiostomataceae.   Inga underarter finns listade i Catalogue of Life.